# Movimento per l'Unità d'Azione della Sinistra
Il Movimento per l'Unità d'Azione della Sinistra (in greco: Κίνηση για την Ενότητα Δράσης της Αριστεράς. ΚΕΔΑ - KEDA) è un partito politico greco che fa parte della coalizione di sinistra SYRIZA.

## Storia
Il KEDA fu fondato agli inizi degli anni duemila da un gruppo di dirigenti del KKE fuorusciti da quel partito: i più noti erano Yannis Theonas, già parlamentare europeo per il KKE e Mitsos Kostopoulos, ex presidente del gruppo parlamentare del KKE ed ex-segretario generale della Γενική Συνομοσπονδία Εργατών Ελλάδος, ΓΣΕΕ-GSEE (Confederazione Generale dei Lavoratori Greci). In seguito, nel maggio 2007, Kostopoulos, lasciò il KEDA.